# 路易丝·布尔高
路易丝·布尔高（丹麥語：Louise Burgaard，1992年10月17日—），丹麦女子手球运动员。她曾代表丹麦国家队参加2012年夏季奥林匹克运动会女子手球比赛，结果获得第九名。